# Tyrel Jackson Williams
Tyrel Jackson Williams (New York, 16 marzo 1997) è un attore statunitense.
È maggiormente conosciuto per il ruolo di Leo nella serie di Disney XD Lab Rats.

## Biografia
Tyrel Jackson Williams è nato a New York ma attualmente vive a Los Angeles con i suoi genitori e i suoi due fratelli Tyler James Williams e Tylen Jacob Williams.
Ha partecipato con piccole parti in alcune serie Disney come Buona fortuna Charlie e Coppia di re. Il suo primo ruolo principale è quello di Leo in Lab Rats a partire dal 2011. Inoltre ha partecipato in numerose altre serie come comparsa tra cui Tutti odiano Chris in cui suo fratello Tyler ha il ruolo di protagonista.
Nel 2014 ha partecipato alla cover della canzone "Do You Want To Build A Snowman?" (Frozen) insieme ad altre star disney, nel gruppo Disney Channel Circle of Stars.

## Filmografia parziale

### Cinema
- A casa con i suoi (Failure to Launch), regia di Tom Dey (2006)
- Thunder Force, regia di Ben Falcone (2021)
- Hollywood Stargirl, regia di Julia Hart (2022)

### Televisione
- Tutti odiano Chris (Everybody Hates Chris) – serie TV, episodi 1x06-1x10-3x03 (2005-2007)
- Gli zonzoli (The Backyardigans) – serie TV, 30 episodi (2008-2013) - voce
- Modern Family – serie TV, episodio 1x19 (2010)
- Buona fortuna Charlie (Good Luck Charlie) – serie TV, un episodio (2010)
- Community – serie TV, episodi 1x18-3x11 (2010-2012)
- Coppia di re (Pair of Kings) – serie TV, episodio 1x18 (2011)
- Batman: The Brave and the Bold – serie animata, episodio 3x10 (2011) – voce
- Lab Rats – serie TV, 89 episodi (2012-2016)
- Just Kidding – serie TV, (2012-2014)
- Mister Bugia (Pants on Fire), regia di Jonathan A. Rosenbaum – film TV (2014)
- Verme del futuro (Future-Worm!) – serie TV, 4 episodi (2016-2017) - voce
- Brockmire – serie TV, 21 episodi (2017-2020)
- Party Down – serie TV, 6 episodi (2023)

## Doppiatori italiani
Nelle versioni in italiano delle opere in cui ha recitato, Tyrel Jackson Williams è stato doppiato da:
- Alex Polidori in A casa con i suoi
- Andrea Di Maggio in Coppia di Re
- Francesco Ferri in Lab Rats, Mister Bugia
- Alberto Franco in The Bachelors - Un nuovo inizio
- Manuel Meli in Hollywood Stargirl